# Paraphaenocladius tusimoxeyeus
Paraphaenocladius tusimoxeyeus är en tvåvingeart som beskrevs av Sasa och Suzuki 1999. Paraphaenocladius tusimoxeyeus ingår i släktet Paraphaenocladius och familjen fjädermyggor. Inga underarter finns listade i Catalogue of Life.